# 영도 (악기)
국악기 중 혁부(革部)에 속하는 타악기.
작은북 넷을 십자(十字) 모양으로 엇갈리게 겹쳐서 긴 나무자루에 북통 중간을 꿴 악기이다. 따라서 북면은 8면이 되고, 노란 칠을 한 북통마다 양쪽 중앙에 가죽끈을 달아 자루를 흔들면 끈이 북면을 때려 소리가 나게 되어 있다. 영고(靈鼓)와 더불어 사직제(社稷祭)에 써오다가 조선조가 멸망하여 사직제가 없어짐에 따라 소용없게 되었다. 전래의 악기는 6 ·25전쟁 때 없어지고 현재의 것은 근래에 만든 것이다.